# Nick Wauters
Nick Wauters is een Belgische scenarioschrijver en editor. Hij schreef afleveringen voor de televisieseries Eureka, Medium en The 4400. In 2006 schreef hij het script voor The Event, een sciencefictionserie waarbij hij tevens betrokken is als uitvoerend producent.
Wauters groeide op in België, maar verhuisde naar de Verenigde Staten om aan het Oberlin College te studeren. Na het behalen van een diploma vertrok hij naar Los Angeles. Daar werkte hij als assistent van regisseur James Burrows. In 2002 maakte hij zijn eigen regiedebuut met de korte film Rainy Season, gebaseerd op het gelijknamige verhaal van Stephen King. Twee jaar later regisseerde en schreef hij de korte komedie Ryan's Life, met homoseksualiteit als hoofdthema.